# Eurovisiesongfestival 1965
Het Eurovisiesongfestival 1965 was het tiende Eurovisiesongfestival en vond plaats op 20 maart 1965 in Napels, Italië. Het programma werd gepresenteerd door Renata Mauro. Van de 18 landen won Luxemburg met het nummer Poupée de cire, poupée de son, uitgevoerd door France Gall. Dit lied kreeg 32 punten, 19,75% van alle punten.
Met 26 punten werd Verenigd Koninkrijk tweede, gevolgd door Frankrijk met 22 punten op de derde plaats.
Dit was het eerste festival dat ook uitgezonden werd via Intervision, de Oost-Europese tegenhanger van de EBU.
De Zweden baarden opzien door hun bijdrage onverwacht in het Engels te zingen. Na dit incident werd bepaald dat men voortaan in de eigen landstaal moest zingen.

## Interludium
Tijdens het tellen was er een optreden van de tenor Mario del Monaco. Omdat hij niet live zong maar playbackte, ontstond er in de dagen na het Songfestival een kleine ophef.

## Puntentelling

### Stemstructuur
Net als vorig jaar werden in de nationale jury van 10 juryleden punten toegekend aan elk liedje. Het liedje met het meest aantal stemmen, kreeg vijf punten. De tweede keus kreeg drie punten en de derde plaats kreeg één punt van dat land.
Als er maar twee liedjes stemmen kregen binnen een jury, kreeg het meest populaire lied 6 punten en het andere lied 3 punten. Als een lied alle stemmen binnen een bepaalde jury kreeg, zou het worden beloond met 9 punten.

### Score bijhouden
De score werd bijgehouden op een scorebord dat in de zaal hing.
De deelnemende landen stonden in het Italiaans op het bord.
Achter elk land stond de landcode zoals die ook op auto's gebruikt wordt.
Achter elk land was een lijn zichtbaar die langer werd naarmate het totaal van het land groeide. Zo was het scorebord als het ware een staafdiagram.
De gegeven punten werden door middel van blokjes achter de landnaam. Het aantal blokjes vertegenwoordigde het aantal punten.
Tijdens de puntentelling stond de presentatrice op het podium, schuin voor het scorebord en het orkest.

### Stemmen
De jury's werden in volgorde van optreden opgebeld.
Het geven van de punten ging in oplopende volgorde.
De vertegenwoordiger van het land noemde het land en het aantal punten in het Engels of Frans.
De presentatrice herhaalde dit in de taal die gebruikt werd bij het geven.
De punten werden niet in een andere taal herhaald.

### Beslissing
Het stond pas in de laatste stemronde, die van Zwitserland, vast wie de winnaar was.
Het verschil tussen Verenigd Koninkrijk (21) en Luxemburg (29) was slechts acht punten. Een land kon maximaal negen punten ontvangen. Toen vanuit Zürich echter de eerste punten naar Monaco (1 punt) en Luxemburg (3) gingen, was de strijd beslist. Ondanks de vijf punten aan het Verenigd Koninkrijk was Luxemburg de winnaar.

### Resultaat
| Plaats | Land                | Artiest(en)        | Lied                                | Punten |
| ------ | ------------------- | ------------------ | ----------------------------------- | ------ |
| 1      | Luxemburg           | France Gall        | Poupée de cire, poupée de son       | 32     |
| 2      | Verenigd Koninkrijk | Kathy Kirby        | I belong                            | 26     |
| 3      | Frankrijk           | Guy Mardel         | N'avoue jamais                      | 22     |
| 4      | Oostenrijk          | Udo Jürgens        | Sag ihr ich laß sie grüßen          | 16     |
| 5      | Italië              | Bobby Solo         | Se piangi se ridi                   | 15     |
| 6      | Ierland             | Butch Moore        | I'm walking the streets in the rain | 11     |
| 7      | Denemarken          | Birgit Brüel       | For din skyld                       | 10     |
| 8      | Zwitserland         | Yovanna            | Non à jamais sans toi               | 8      |
| 9      | Monaco              | Marjorie Noël      | Va dire à l'amour                   | 7      |
| 10     | Zweden              | Ingvar Wixell      | Absent friend                       | 6      |
| 11     | Nederland           | Conny Vandenbos    | 't Is genoeg                        | 5      |
| 12     | Joegoslavië         | Vice Vukov         | Ceznja                              | 2      |
| 13     | Noorwegen           | Kirsti Sparboe     | Karusell                            | 1      |
| 13     | Portugal            | Simone de Oliveira | Sol de inverno                      | 1      |
| 15     | België              | Lize Marke         | Als het weer lente is               | 0      |
| 15     | Finland             | Viktor Klimenko    | Aurinko laskee länteen              | 0      |
| 15     | Spanje              | Conchita Bautista  | ¡Qué bueno, qué bueno!              | 0      |
| 15     | Duitsland           | Ulla Wiesner       | Paradies, wo bist du?               | 0      |

## Deelnemers

### België en Nederland
Voor België had Lize Marke het in 1963 al eens geprobeerd. Conny Vandenbos had in 1962 ook al eens meegedaan aan het Nationaal Songfestival van Nederland.

### Terugkerende artiesten
| Land        | Artiest           | Plaats | Eerdere deelname | Plaats toen |
| ----------- | ----------------- | ------ | ---------------- | ----------- |
| Joegoslavië | Vice Vukov        | 12     | Joegoslavië 1963 | 11          |
| Oostenrijk  | Udo Jürgens       | 4      | Oostenrijk 1964  | 6           |
| Spanje      | Conchita Bautista | 15     | Spanje 1961      | 9           |

Nora Brockstedt, die Noorwegen al vertegenwoordigde in 1960 en 1961, werd derde in de nationale finale. Carmela Corren, die Oostenrijk al eens vertegenwoordigde in 1963, zocht nu haar heil in Zwitserland maar haalde het niet.

### Debuterende landen
- Ierland (zie ook Ierland op het Eurovisiesongfestival)

### Terugkerende landen
- Zweden (zie ook Zweden op het Eurovisiesongfestival)

### Kaart

Deelnemende landen